# Kościół św. Jana Nepomucena w Drożkach
Kościół świętego Jana Nepomucena w Drożkach – rzymskokatolicki kościół filialny należący do parafii Świętej Trójcy w Nowej Wsi Książęcej (dekanat Bralin diecezji kaliskiej).

## Historia
Jest to świątynia wzniesiona w 1843 roku. Początkowo patronem świątyni był św. Marcin. Restaurowana była w latach: w 1908, 1954, 1999 i 2007.

## Architektura

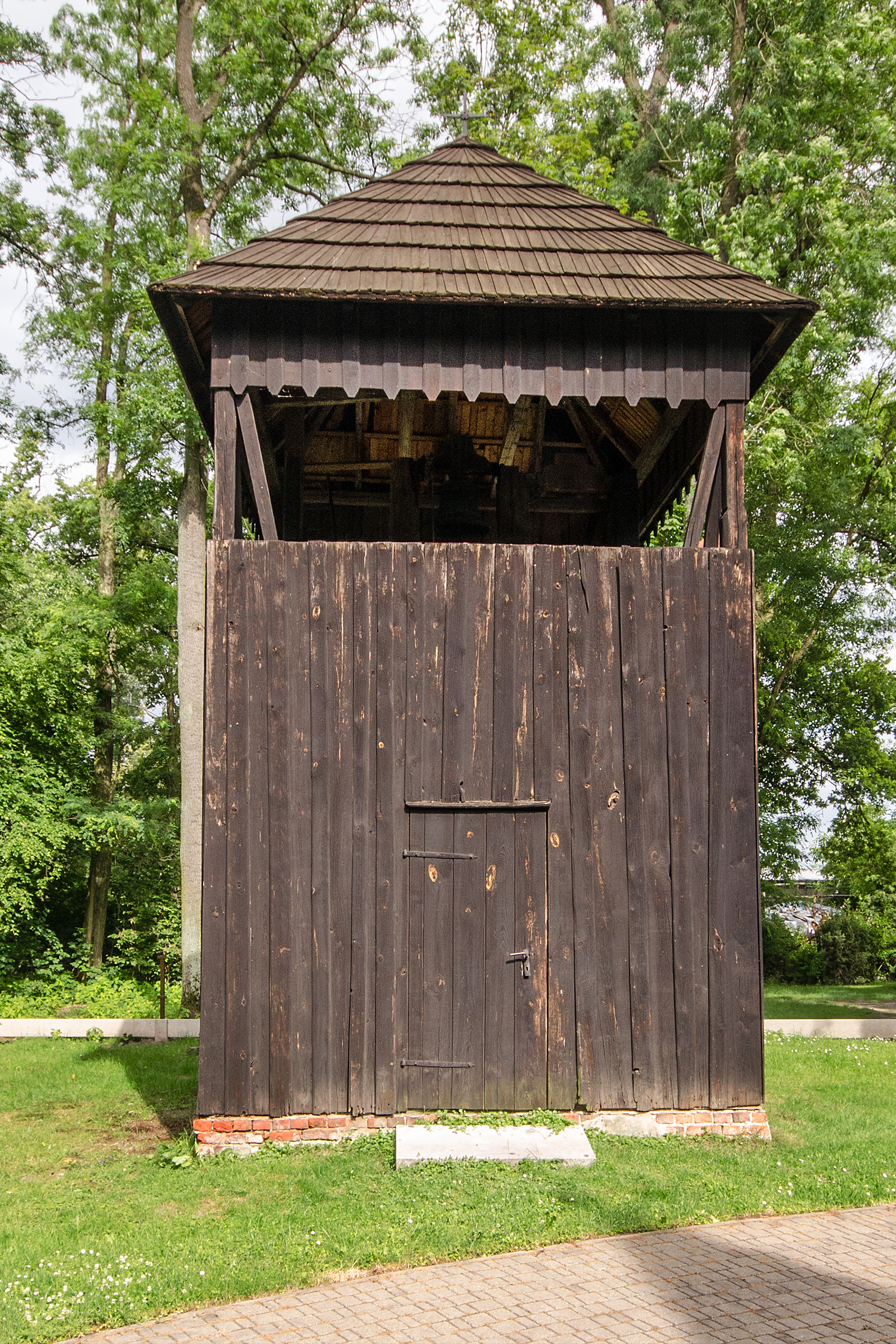
Dzwonnica przy kościele

Budowla jest drewniana, jednonawowa, posiada konstrukcję zrębową. Świątynia jest orientowana. Jej prezbiterium jest mniejsze w stosunku do nawy, zamknięte jest trójbocznie, z boku jest umieszczona zakrystia. Od frontu (z przedsionkiem) i z boku nawy znajdują się kruchty. Kościół nakrywa dach dwukalenicowy, pokryty gontem, na dachu jest umieszczona kwadratowa wieżyczka na sygnaturkę. Zwieńcza ją gontowy stożkowy dach hełmowy z latarnią. We wnętrzu znajduje się polichromia wykonana około połowy XIX wieku, umieszczona na płaskim stropie obejmującym nawę i prezbiterium z dekoracją kasetonową z rozetami. Jedna ze scen przedstawia koronację Matki Bożej. Profilowana belka tęczowa jest ozdobiona barokowo-ludowym krucyfiksem i rzeźbami Świętych Piotra i Pawła, wykonanymi pod koniec XVIII wieku. Drewniany chór muzyczny jest podparty jednym słupem i posiada prostą linię parapetu. Ołtarz główny w stylu neobarokowym jest ozdobiony barokowymi figurami apostołów Piotra i Pawła, wykonanymi w 2 połowie XVIII wieku. Ambona w stylu późnorenesansowym pochodzi z 1646 roku.

## Organy
Prospekt organowy powstał w XVIII wieku i jego autorem jest Franciszek Majewski. Przypuszczalnie organy zostały przeniesione z innego kościoła. W latach 60. lub 70. Stefan Fiołka z Kępna przeprowadził remont instrumentu, montując elektryczną dmuchawę i wymieniając uszkodzone piszczałki. 
Dyspozycja instrumentu:
| Manuał               | Pedał                |
| -------------------- | -------------------- |
| 1. Octave 2'         | 1. Principalbaβ 4' * |
| 2. Flt. travers 4' * | 2. Gedacktbaβ 8' *   |
| 3. Salicional 4'     |                      |
| 4. Octave 1'         |                      |
| 5. Gedackt 8' *      |                      |